# 威廉斯堡 (俄亥俄州)
威廉斯堡（英語：Williamsburg）位於美国俄亥俄州克萊蒙縣（Clermont County）, 根據2000年的人口普查, 當地有2,358人。
威廉斯堡位於北纬39°3′17″,西经84°3′13″, 總面積5.0平方公里, 4.9平方公里為土地, 其餘為水面。
威廉斯堡總人口中的98.69%為白人, 0.34%為印第安人, 0.17%為黑人, 0.08%為亞洲人。